# Kemerowoer Schwein
Das Kemerowoer Schwein (russisch Кемеровская, transkribiert Kemerowskaja) ist eine Mehrnutzungsschweinerasse aus Russland.

## Zuchtgeschichte
Die Rasse entstand in der Oblast Kemerowo unter der Aufsicht von A. I. Owsjannikow und I. I. Gudilina, die Sibirische-Landrasse-Sauen mit Large White, Berkshire-Schweinen und, im geringeren Ausmaß, Large Black kreuzten. Später kamen noch Einflüsse des Nordsibirischen Schweins und des Sibirischen Buntschweins hinzu.
1961 wurde das Kemerowoer Schwein als Mehrnutzungsrasse offiziell anerkannt.

## Charakteristika
- Farbe schwarz; kleine weiße Flecken an Beinen, Körper, Schwanz und Stirn
- Kopf mittelgroß, Nase leicht aufgewölbt
- Ohren klein und stehend
- Brust breit und tief
- Fundament korrekt; Klauen hart
- Beborstung dicht
- Härte, Lebenstüchtigkeit
- gute Anpassung an das sibirische und nordkasachische Klima
- Gewicht Sauen 240 kg, Eber 326 kg
- Zeit bis 100 kg: 185 Tage

Die Rasse besteht aus 12 Eberlinien und 16 Sauenfamilien.
Sie werden gern zur Kreuzung mit den Rassen Large White, Nordsibirisches Schwein und Sibirisches Buntschwein verwendet.
Die Gesamtzahl betrug 1980 23.500 reinrassige Tiere.

## Vorkommen
Die Hauptzuchtgebiete des Kemerowoer Schweins sind Jurginski (Rajon Jurga) und das Tschkalow-Staatsgut (Sowchos imeni Tschkalowa, Rajon Leninsk-Kusnezki) in der Oblast Kemerowo. Außerdem wird es im Gebiet Qostanai (Kasachstan) und in der Oblast Sachalin gezüchtet. Weiterhin wird es auch in den Oblasten Omsk, Tschita, in der Region Krasnojarsk und in Tuwa gehalten.

## Quelle
- https://www.fao.org/3/ah759e/AH759E10.htm